# 福克兰群岛之歌
《福克兰群岛之歌》（英語：Song of the Falklands）是福克兰群岛的非正式颂歌（正式国歌为《天佑国王》）。1930年代，克里斯托弗·兰创作这首歌，他是一位来自汉普郡的教师，当时在西福克兰岛工作。